# Barry Maguire
Barry Maguire (ur. 27 października 1989 w Tiel) – holenderski piłkarz występujący na pozycji pomocnika lub obrońcy. Zawodnik klubu Limerick.

## Kariera klubowa
Maguire rozpoczął swoją karierę w rodzinnym mieście, w amatorskim klubie Theole. Tam został zauważony przez skautów FC Den Bosch i wieku 17 lat podpisał kontrakt z tym klubem. Jego zawodnikiem był do 2008 roku. Następnie występował w Utrechcie, Venlo, Den Bosch, Sarpsborgu oraz w TEC, a w 2018 roku przeszedł do Limericku.
W Eredivisie rozegrał 95 spotkań i zdobył 6 bramek.

## Kariera reprezentacyjna
Występował w młodzieżowych reprezentacjach Holandii, lecz dzięki pochodzeniu swojego ojca, który jest Irlandczykiem, Maguire może w przyszłości występować w reprezentacji Irlandii.
27 stycznia 2009 roku Maguire otrzymał powołanie do reprezentacji Irlandii do lat 21, lecz następnego dnia zostało ono przez niego odrzucone.